# Hans von Gemmingen († 1591)
Hans von Gemmingen (* 16. Jahrhundert; † 29. Dezember 1591 in Nürnberg) war Komtur des Deutschen Ordens in Münnerstadt.

## Leben
Er war ein Sohn des Dietrich IX. von Gemmingen (1517–1586) und der Lia von Schellenberg († 1564). Er trat am 11. August 1578 auf Schloss Horneck in Gundelsheim in den Deutschen Orden ein, war 1579 Trappierer in Mergentheim und später Komtur in Münnerstadt. 